# Соня О'Саллівен
Соня О'Саллівен (Соня О'Салліван) (англ. Sonia O'Sullivan, 28 листопада 1969) — ірландська легкоатлетка. Вона виграла золоту медаль у бігу на 5000 метрів на чемпіонаті світу 1995 року та срібну медаль у бігу на 5000 метрів на Олімпійських іграх 2000 року. Її світовий рекорд у бігу на 2000 м — 5:25.36, встановлений у 1994 році, протримався до 2017 року.
Вперше О'Салліван стала відомою, коли виграла забіг на 1500 м на Універсіаді 1991 року, а потім фінішувала четвертою у фіналі забігу на 3000 м на Олімпійських іграх 1992 року. Потім вона виграла срібну медаль у бігу на 1500 м на чемпіонаті світу 1993 року. Вона була фавориткою в бігу на 5000 м на Олімпійських іграх 1996 року, але вибула з фіналу через хворобу. Окрім титулу чемпіонки світу 1995 року, вона виграла три золоті медалі на чемпіонатах Європи з бігу на 3 000 м (1994), 5 000 м (1998) та 10 000 м (1998), , а також є дворазовою чемпіонкою світу з кросу.
О'Салліван виграла срібні медалі на дистанції 5 000 метрів м та 10 000 м на чемпіонаті Європи 2002 року, а також взяла участь у своїх четвертих Олімпійських іграх у 2004 році. Відома своїм драматичним ривком, у деяких забігах її фінішний відрізок на 200 м становив 28 секунд.
Вона є однією з двох жінок (інша Тірунеш Дібаба), які виграли титул чемпіона світу з кросу на короткій та довгій дистанціях на одному чемпіонаті (1998 року в Марракеші).

## Рання кар'єра
О'Салліван народилася в Кобі, графство Корк, і здобула освіту в Національній школі Святої Марії в Кобі та Громадському коледжі Коба. У 1987 році вона отримала атестат зрілості. Першим великим міжнародним змаганням О'Салліван став чемпіонат Європи 1990 року в Спліті, де вона посіла 11-те місце в бігу на 3000 м. Однак після цього О'Салліван швидко покращила свої результати й 26 січня наступного року в Бостоні встановила новий світовий рекорд у бігу на 5000 м у приміщенні — 15:17.28, побивши попередній рекорд більш ніж на 5 секунд. На той час О'Салліван (яка отримала спортивну стипендію) вивчала бухгалтерську справу в університеті Вілланова в США. На Всесвітніх студентських іграх у Шеффілді в липні 1991 року вона виграла золоту медаль на дистанції 1500 метрів за 4:12.14 та срібну медаль на 3000 м за 8:56.55. На початку 1992 року вона посіла 7-ме місце на чемпіонаті світу з кросу.
Вона отримала спортивну премію Honda як найкраща бігунка країни з кросу в сезоні 1991–92.
У 1992 році О'Салліван покращила свої особисті рекорди на кількох дистанціях від 800 м до 5000 м, встановивши при цьому шість національних рекордів Ірландії, в тому числі п'ять протягом 11 днів в середині серпня після Олімпійських ігор у Барселоні. У Барселоні, у фіналі забігу на 3000 м, О'Салліван постійно боролася за перемогу і вирвалася в лідери на останній прямій на останньому колі, але врешті-решт її випередили й вона фінішувала четвертою. Відсутність олімпійської медалі стала ще більш прикрою, коли наступного року срібна призерка забігу Тетяна Доровських отримала позитивну допінг-пробу на заборонену речовину. У бігу на 1500 м вона фінішувала лише 11-ю у півфіналі і не потрапила до фіналу. Вона закінчила 1992 рік, вигравши фінал Гран-прі на 5000 м.

## 1993—1995

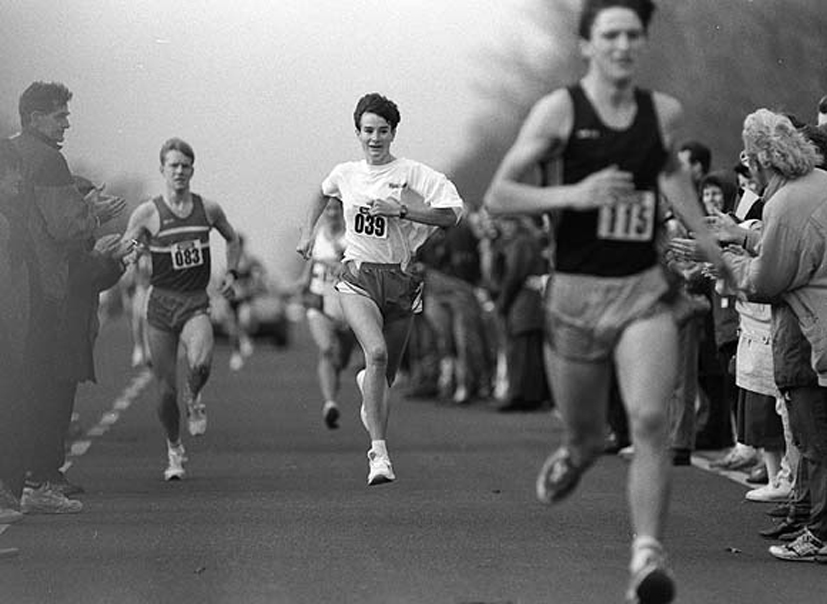
О'Салліван під номером 39 на Кубку Оману в Дубліні, 1992.

### 1993 рік
У 1993 році О'Салліван зарекомендувала себе як одна з найкращих бігунок світу на середні дистанції. На момент проведення чемпіонату світу вона була явною фавориткою як на 3000 метрів, так і на 1500 м. Однак її надії на 3000 м були розбиті виступами трьох китайських спортсменок, які пізніше в тому ж році кілька разів побили світовий рекорд. Переможниця, Цюй Юнься, фінішувала з рекордом чемпіонату — 8:28.71, а Чжан Лінлі та Чжан Ліжун посіли друге та третє місця відповідно. Через місяць Цюй встановила світовий рекорд на дистанції 1500 м — 3:50.46. О'Салліван фінішувала 4-ю з часом 8:33.8. Через шість днів вона виграла срібну медаль на дистанції 1500 м з часом 4:03.48, знову поступившись китайській спортсменці. Через п'ять днів після чемпіонату, на змаганнях ISTAF у Берліні, О'Салліван показала найкращий час сезону на дистанції 5000 м — 14:45.92, що дозволило їй посісти третє місце у світовому рейтингу за всю історію. Незабаром після цього вона завершила рік перемогою у фіналі Гран-прі на дистанції 3000 м і посіла 2-е місце в забігу на милю. Вона завершила сезон Гран-прі на 2-му місці в загальному заліку серед жінок.

### 1994 рік
Протягом 1994 року О'Салліван домінувала у міжнародному бігу на довгі дистанції. Вона встановила найшвидший час року у чотирьох дисциплінах — на 1500 м, 1 милі, 2000 м і 3000 м, а також другий найшвидший час на 5000 м. 8 липня в Единбурзі вона побила світовий рекорд на 2000 м, встановивши новий час — 5:25.36. Цей рекорд протримався до того, як 7 лютого 2017 року його побила Гензебе Дібаба з Ефіопії. Наступного тижня в Лондоні вона побила рекорд Європи з бігу на 3000 м, випередивши британку Івонн Маррей і показавши найшвидший час року — 8:21.64. Це дозволило їй посісти п'яте місце у світовому рейтингу, поступившись чотирьом китайським бігункам, які встановили свої особисті рекорди на Національному чемпіонаті 1993 року в Пекіні. Цей рекорд протримався до 2002 року, коли його побила Габріела Сабо. Лише через три дні, у Ніцці, О'Салліван встановила особистий рекорд року на дистанції 1500 м — 3:59.10, а ще через чотири дні після цього вона виграла милю на Іграх Біслета в Осло, показавши час 4:17.25. Це був найкращий результат сезону, і він перемістив О'Салліван на четверте місце у світовому рейтингу за всю історію. Усі чотири ці результати також були новими рекордами Ірландії, і після цього двотижневого періоду побиття рекордів О'Салліван стала явною фавориткою на перемогу в усіх видах програми на чемпіонаті Європи з легкої атлетики в Гельсінкі в серпні цього року. У Гельсінкі О'Салліван вирішила змагатися лише в бігу на 3000 м, де її головною суперницею, як очікувалось, буде Івонн Маррей. 10 серпня, Маррей задавала темп, а О'Салліван трималася за нею. За 200 метрів до фінішу О'Салліван легко обійшла Маррей та здобула перемогу з результатом 8:31.84. Після цього О'Салліван виграла забіг на 5000 м у фіналі Гран-прі в Парижі 3 вересня. Вона завершила сезон Гран-прі на 3-му місці в загальному заліку. Наприкінці довгого сезону, 9 вересня, втомлена О'Салліван фінішувала лише п'ятою на дистанції 1500 м на чемпіонаті світу в Лондоні.

### 1995 рік
У 1995 році О'Салліван продовжила домінувати в міжнародному бігу на довгі дистанції. Як і в 1994 році, О'Салліван встановила найшвидший час року в чотирьох дисциплінах: 1500 м, 1 миля, 2000 м і 3000 м, а також другий найшвидший час у бігу на 5000 м. У 1995 році О'Салліван виграла 11 з 12 забігів, в яких вона змагалася на дистанціях 1500 м або 1 миля. Серед цих перемог — єдиний цього року результат на дистанції 1500 м нижче 4 хвилин, новий рекорд Ірландії — 3:58.85, встановлений 25 липня на змаганнях Herculis у Монако 25 липня. На дистанції 3000 м О'Салліван була явно на порядок вище своїх суперниць, вигравши всі п'ять забігів і показавши чотири з шести найкращих результатів, включаючи найшвидший час року — 8:27.57 на чемпіонаті Weltklasse у Цюриху 16 серпня. Серед інших її перемог на дистанції 3000 м — перемога на Іграх Біслета в Осло 21 липня і фінал Гран-прі в Монако 9 вересня. Напередодні чемпіонату світу в Гетеборзі перед О'Салліван стояла дилема: змагатися на дистанції 1500 м чи 5000 м. До Гетеборгу вона була непереможною на дистанції 5000 м, хоча найшвидший час року, новий світовий рекорд, встановила португалка Фернанда Рібейро. Зрештою, О'Салліван обрала дистанцію 5000 м, і, легко вигравши свій забіг 10 серпня, вона випередила Рібейро у фіналі через два дні, завоювавши титул чемпіонки світу з результатом 14:46.47. Три тижні потому, 1 вересня, на змаганнях ISTAF в Берліні, О'Салліван знову боролася на 5000 м з новою рекордсменкою світу Рібейро, і знову О'Салліван здобула перемогу, показавши час 14:41.40, новий ірландський рекорд і третій найшвидший результат на 5000 м за всю історію. Четвертий рік поспіль вона виграла фінал Гран-прі, цього разу на дистанції 3000 м.

## 1996—1997
Хоча вона не була такою домінуючою, як у 1994 і 1995 роках, Соня О'Салліван продовжувала залишатися головною фігурою в 1996 році на дистанціях від 1500 м до 5000 м. Її найкращим результатом у 1996 році став забіг на 3000 м, де вона була непереможною третій рік поспіль, вигравши всі п'ять забігів. О'Салліван показала найкращий час на початку сезону — 8:42.40 в Юджині 26 травня, а потім у Ніцці 10 липня вона встановила найшвидший час року — 8:35.42. У бігу на 1500 м лише дві жінки подолали 4 хвилини протягом року, однією з них була О'Салліван, яка показала свій найкращий час 3:59.91 під час перемоги на Іграх Біслета в Осло 5 липня. У плані підготовки до Олімпійських ігор, які відбулися наприкінці того ж року в Атланті, найкращим для О'Салліван виявився забіг на дистанцію 5000 м, на якій вона була чинною чемпіонкою світу. 5 червня на турнірі Golden Gala в Римі О'Салліван перемогла з результатом 14:54.75. Через місяць, 12 липня, на Securicor Games у Лондоні, вона перемогла сильних суперниць з часом 14:48.36. Програма Олімпійських ігор в Атланті була достатньо насиченою, щоб дозволити О'Салліван взяти участь у змаганнях з бігу на 5000 м та 1500 м. Її форма на початку сезону та титул чемпіонки світу попереднього року зробили її однією з фавориток у бігу на 5000 м, але новина про те, що у змаганнях братиме участь дворазова рекордсменка світу Ван Цзюнься змусила багатьох спостерігачів переглянути свою думку. У забігах здавалося, що все йде за планом, коли вона легко виграла свій забіг за 15:15.80. Однак у фіналі 28 липня її сильно мучив розлад шлунка, і після гарного старту вона поступово зблідла і не змогла фінішувати. Забіг виграла рекордсменка світу на дистанціях 3000 і 10 000 м китаянка Ван Цзюнься. Її розчарування продовжилося на дистанції 1500 м, де вона, все ще ослаблена, посіла друге місце у своєму забігу і не змогла кваліфікуватися до півфіналу.
О'Салліван вперше за п'ять років виступила у змаганнях у приміщенні на чемпіонаті світу з легкої атлетики IAAF в Парижі у березні 1997 року. До цієї поїздки О'Салліван поїхала до Австралії, щоб взяти участь у змаганнях на початку сезону на відкритому повітрі в Австралії. Свій найкращий результат О'Салліван показала 11 січня в Канберрі, де вона виграла забіг на 5000 м з часом 15:10.98. На чемпіонаті світу в приміщенні вона була заявлена на забіги на 1500 м і 3000 м, але в підсумку вирішила змагатися лише на дистанції 3000 м. У фіналі, 8 березня, О'Салліван вийшла в лідери на останньому колі, але її обігнала румунка Габріела Сабо, яка з невеликим відривом перемогла О'Салліван (8:45.75), тоді як ірландка посіла друге місце (8:46.19). На чемпіонаті світу з кросу вона фінішувала 9-ю, але допомогла Ірландії виграти бронзову медаль у командному заліку. У 1997 році О'Салліван невдало виступала на відкритому повітрі, а її найкращий час 8:53.53 на 3000 м, якого вона досягла в Парижі 25 червня, був на 7 секунд повільнішим за час, який вона показала в приміщенні в березні. Аналогічно, її найкращим результатом на 5000 м за рік залишився час, який вона показала в Австралії в січні. На чемпіонаті світу, що проходив в Афінах, О'Салліван показала свій найкращий результат року на дистанції 1500 м — 4:05.31, коли фінішувала четвертою у півфіналі 3 серпня. У фіналі, який відбувся двома днями пізніше, О'Салліван не становила серйозної конкуренції, і фінішувала 8-ю з часом 4:07.81. Ще більше розчарування спіткало О'Салліван на дистанції 5000 м, де вона була чинною чемпіонкою світу, але фінішувала лише 7-ю у своєму забігу і не змогла кваліфікуватися до фіналу.

## 1998—1999
О'Салліван яскраво повернулася у 1998 році. На чемпіонаті світу з кросу в Марракеші в березні вона взяла участь у змаганнях з бігу на коротку (4 км) та довгу (8 км) дистанції. У наступні дні О'Салліван виграла обидва забіги, а її час на 4 км — 12:20 — на 14 секунд випередив найближчу суперницю. О'Салліван продовжила цю форму і в сезоні в бігу на повітрі, де її результати на дистанціях 1500 м, 3000 м і 5000 м були близькими до тих, які вона показувала на піку своєї кар'єри в 1994 і 1995 роках.
На чемпіонаті Європи з легкої атлетики в Будапешті фінали забігів на 1500 м і 5000 м, в яких О'Салліван зазвичай виступала двічі на великих чемпіонатах, були заплановані на один день, що позбавляло її можливості змагатися в обох дисциплінах. Не злякавшись, О'Салліван взяла участь у забігах на 5000 м і 10 000 м, хоча ніколи раніше не бігала на цій дистанції. У фіналі на 10 000 м, 19 серпня, вона була в тіні лідерів, а потім показала приголомшливий результат 28,1 секунди на фінальних 200 метрах, щоб виграти золоту медаль за 31:29.33 у своєму дебютному забігу на цій дистанції. Чотири дні потому, на більш знайомій для неї дистанції 5000 м, темп задала румунка Габріела Сабо, але знову О'Салліван продемонструвала вибуховий фінішний спринт і перемогла Сабо з часом 15:06.50. На Кубку світу, що відбувся наступного місяця в Йоганнесбурзі, О'Салліван виграла свій другий великий міжнародний забіг на 5000 м, знову випередивши суперниць у дуже повільному темпі. Вона завершила свій рік перемогою у BUPA Great North Run.
О'Салліван зробила перерву у змаганнях на більшу частину 1999 року, під час якої 10 липня 1999 року вона народила доньку Кіару. О'Салліван повернулася до тренувань через 10 днів після народження доньки, а 10 жовтня пробігла півмарафон за 70:05.
17 жовтня О'Салліван виграла забіг Bupa Loughrea Run 99  в Лафрі, графство Голуей, встановивши світовий рекорд на дистанції 5 миль — 24:27.

## 2000—2002

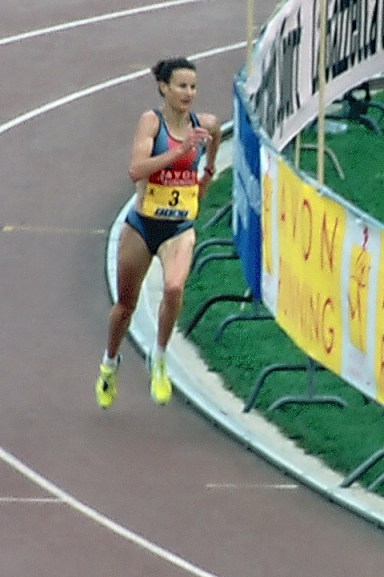
Соня О'Салліван забіг 2000 року

З перспективою виступити на своїх третіх Олімпійських іграх у вересні 2000 року в Сіднеї, О'Салліван взяла участь у внутрішньому австралійському біговому сезоні на відкритому повітрі протягом європейської зими, встановивши 13 лютого 2000 року в Сіднеї найшвидший час на дистанції 5000 м — 15:10.24. Повернувшись до Європи, у червні вона виграла Дублінський жіночий міні-марафон, а потім показала низку якісних виступів на трасі під час підготовки до Олімпіади. На чемпіонаті Weltklasse у Цюриху 11 серпня відбувся найкращий забіг на 3000 м у цьому році, де перші шість місць показали шість найшвидших результатів 2000 року. О'Салліван фінішувала другою у цих змаганнях, поступившись румунці Габріелі Сабо з часом 8:27.58. У Сіднеї, 22 вересня, О'Салліван виграла забіг на 5000 м з найкращим результатом сезону — 15:07.91. У фіналі через три дні, після захоплюючого спринтерського фінішу, О'Салліван виграла срібну медаль, поступившись Сабо з національним рекордом — 14:41.02. Вона стала лише другою ірландкою, яка виграла олімпійську медаль, після Мішель Сміт, і першою ірландською олімпійською медалісткою з легкої атлетики з часів Джона Трісі, який здобув срібло в Лос-Анджелесі в 1984 році. У фіналі забігу на 10 000 м, що відбувся 30 вересня, О'Салліван встановила ще один особистий рекорд і національний рекорд, фінішувавши шостою з результатом 30:53.37. Невдовзі після Олімпіади вона виграла фінал Гран-прі на 3000 м. Після Олімпіади О'Салліван дебютувала в марафоні, вигравши Дублінський марафон 30 жовтня з результатом 2:35:42.
У березні 2001 року О'Салліван вирішила взяти участь у чемпіонаті світу в приміщенні. Вона фінішувала 7-ю на дистанції 3000 м і 9-ю на дистанції 1500 м. Після цього вона зробила перерву у спорті, щоб народити другу доньку, Софі.
О'Салліван повернулася на бігову доріжку в березні 2002 року на чемпіонаті світу з кросу, що проходив в Дубліні. Вона посіла пристойне 7-ме місце в короткій гонці та привела Ірландію до командної бронзи. На чемпіонаті Європи в Мюнхені того ж року О'Салліван спробувала захистити два європейських золота, які вона виграла в 1998 році. У бігу на 10 000 м вона виграла срібло з національним рекордом — 30:47.59. О'Салліван визнала, що її перевершила в забігу Паула Редкліфф, заявивши, що лише світова рекордсменка Ван Цзюнься могла перемогти британку того вечора. Через кілька днів О'Салліван додала друге срібло в бігу на 5000 м, поступившись Марті Домінгес з Іспанії з результатом 15:14,85. Невдовзі після цього вона встановила найкращий результат сезону на дистанції 3000 м у Цюриху, фінішувавши третьою з часом 8:33.62. Тижнем пізніше вона пробігла 5000 м з найшвидшим часом з моменту завоювання срібної олімпійської медалі в Лондоні — 14:46.97, фінішувавши третьою. Вона завершила чудовий сезон, вигравши свій другий титул BUPA Great North Run з національним рекордним рекордом — 67:19.

## 2003—2009
Після неймовірного сезону 2002 року О'Салліван пережила розчарування у 2003 році. Вона добре стартувала, вигравши щойно започаткований Великий Ірландський забіг, але під час літніх забігів Гран-прі мала проблеми. Однак, схоже, вона знайшла свою форму в потрібний момент, коли 15 серпня пробігла найкращу в сезоні дистанцію 3000 м у Цюриху за 8:37.55. На чемпіонаті світу в Парижі пізніше того ж місяця вона вважалася можливою медалісткою. Пройшовши легко кваліфікацію у фіналі свого забігу вона фінішувала останньою з 15 тих, хто стартував. У грудні вона посіла вражаюче четверте місце на чемпіонаті Європи з кросу і привела Ірландію до срібла в командному заліку. 2004 рік мав стати ще більш провальним сезоном для О'Салліван. Протягом року вона намагалася знайти свою найкращу форму. На Олімпійських іграх в Афінах вона кваліфікувалася до фіналу забігу на 5000 метрів. Однак у фіналі О'Салліван, яка страждала від хвороби, фінішувала останньою з 14 учасників, відставши від переможниці Месерета Дефара більш ніж на коло. Натовп зустрів її як героїню, коли вона завершувала своє останнє коло. Це був один з найяскравіших моментів Ігор 2004 року. У листопаді О'Салліван посіла почесне 4-те місце на чемпіонаті світу з півмарафону в Делі.
У квітні 2005 року О'Салліван вперше пробігла Лондонський марафон і фінішувала 8-ю з особистим рекордом — 2:29:01. У червні вона вдруге виграла Дублінський жіночий міні-марафон. Однак травма не дозволила їй взяти участь у чемпіонаті світу 2005 року в Гельсінкі.
У січні 2006 року О'Салліван подала заявку на отримання подвійного громадянства, що дозволило б їй змагатися як за Ірландію, так і за Австралію. Це прохання було задоволено, і вона мала намір представляти Австралію на Іграх Співдружності 2006 року в Мельбурні, а на всіх інших змаганнях виступати за Ірландію. Вона була обрана до складу австралійської команди на Ігри Співдружності на дистанції 5000 м. Однак вона не змогла взяти участь у змаганнях через травму підколінного сухожилля.
14 лютого 2007 року О'Салліван заявила, що планує завершити кар'єру після Великого ірландського забігу 15 квітня, а попереднього року сказала, що планує брати участь у змаганнях до Олімпійських ігор 2012 року в Лондоні. Пізніше вона підтвердила, що завершить кар'єру наприкінці сезону 2007 року.
У березні 2008 року О'Саллівана була призначена тренером австралійської команди на чемпіонат світу з кросу IAAF 2008 року в Единбурзі, Шотландія. 2009 року вона пробігла марафон у Корк-Сіті.

## 2010–дотепер
У 2012 році О'Салліван несла олімпійський вогонь, коли він прибув до Дубліна 6 червня. Вона пронесла вогонь на Сент-Стівенс-Грін і запалила олімпійський факел. О'Салліван була призначена керівником місії збірної Ірландії на Олімпійських іграх 2012 року.
О'Салліван подолала Ілінгський півмарафон 2013 року за 1:27:28.

## Особисте життя
Батько Соні, Джон, грав воротарем за футбольну команду «Ков Рамблерс». Він служив у ВМС Ірландії.
Соня одружена з Ніком Бідо та живе в Мельбурні, Австралія, вони мають двох доньок, Кіару та Софі. Софі виграла срібну медаль у бігу на 800 метрів на чемпіонаті Європи серед спортсменів до 18 років 2018 року в Дьєрі, Угорщина,, золоту медаль у бігу на 1500 метрів на чемпіонаті Європи серед спортсменів до 23 років 2023 року в Еспоо, Фінляндія, та золоту медаль у бігу на 1500 метрів на чемпіонаті Ірландії з легкої атлетики 2024 року. Соня написала дві книги «Біжу, щоб зупинитися», яка опублікована у 2001 році, та «Соня, моя історія» у 2008 році. Соня часто коментує для RTÉ чемпіонати світу та Європи з легкої атлетики. Мати Соні, Мері, померла у 2023 році.

## Особисті рекорди
- 800 метрів — 2:00.69 (липень 1987)
- 1000 метрів — 2:34:66 (липень 1993)
- 1500 метрів — 3:58.85 (липень 1995)
- Пробіг на милю — 4:17.25 NR (липень 1994)
- 2000 метрів — 5:25.36 NR (WR 1994—2017) (липень 1994)
- 3000 метрів — 8:21.64 NR (ER 1994—2002)[15] (липень 1994)
- 2 милі — 9:19.56 NR (WR 1998—2007)[16] (червень 1998)
- 5000 метрів — 14:41.02 NR (вересень 2000)
- 10 000 метрів — 30:47.59 NR (серпень 2002)
- 10 миль (шосе) — 51:00.00 WB (8 вересня 2002)[17][18]
- Півмарафон — 67:19 (жовтень 2002)
- Марафон — 2:29:01 (квітень 2005)

## Міжнародні змагання
|-
| Рік                   | Змагання                      | Місто                         | Місце                 | Примітки              |                       |                       |
| Представляла Ірландія | Представляла Ірландія         | Представляла Ірландія         | Представляла Ірландія | Представляла Ірландія | Представляла Ірландія | Представляла Ірландія |
| --------------------- | ----------------------------- | ----------------------------- | --------------------- | --------------------- | --------------------- | --------------------- |
| 1988                  | Чемпіонат світу юніорів       | Садбері, Канада               | кваліф.               | 3000 м                | 9:50.31               |                       |
| 1990                  | Чемпіонат Європи              | Спліт, Югославія              | 11                    | 3000 м                | 8:51:33               |                       |
| 1991                  | Універсіада                   | Шеффілд, Велика Британія      | 1                     | 1500 м                | 4:12.14               |                       |
| 1991                  | Універсіада                   | Шеффілд, Велика Британія      | 2                     | 3000 м                | 8:56.35               |                       |
| 1992                  | Олімпійські ігри              | Барселона, Іспанія            | 4                     | 3000 м                | 8:47.41               |                       |
| 1993                  | Чемпіонат світу               | Штутгарт, Німечена            | 2                     | 1500 м                | 4:03.48               |                       |
| 1993                  | Чемпіонат світу               | Штутгарт, Німечена            | 4                     | 3000 м                | 8:33.38               |                       |
| 1994                  | Чемпіонат Європи              | Гельсінкі, Фінляндія          | 1                     | 3000 м                | 8:31.84               |                       |
| 1994                  | Кубок світу                   | Лондон, Велика Британія       | 5                     | 1500 м                | 4:12.30               |                       |
| 1995                  | Чемпіонат світу               | Гетеборг, Швеція              | 1                     | 5000 м                | 14:46.47              | CR                    |
| 1996                  | Олімпійські ігри              | Атланта, США                  | кваліф.               | 1500 м                | 4:19.77               |                       |
| 1996                  | Олімпійські ігри              | Атланта, США                  | —                     | 5000 м                | DNF                   |                       |
| 1997                  | Чемпіонат світу в приміщенні  | Париж, Франція                | 2                     | 3000 м                | 8:46.19               | NR                    |
| 1997                  | Чемпіонат світу з кросу       | Турин, Італія                 | 9                     | 6.6 км                | 21:25                 |                       |
| 1997                  | Чемпіонат світу               | Афіни, Греція                 | 8                     | 1500 м                | 4:07.81               |                       |
| 1997                  | Чемпіонат світу               | Афіни, Греція                 | кваліф.               | 5000 м                | 15:40.82              |                       |
| 1998                  | Чемпіонат світу з кросу       | Марракеш, Марокко             | 1                     | 4 км                  | 12:20                 |                       |
| 1998                  | Чемпіонат світу з кросу       | Марракеш, Марокко             | 1                     | 8 км                  | 25:39                 |                       |
| 1998                  | Чемпіонат Європи              | Будапешт, Угорщина            | 1                     | 5000 м                | 15:06.50              | CR                    |
| 1998                  | Чемпіонат Європи              | Будапешт, Угорщина            | 1                     | 10,000 м              | 31:29.33              |                       |
| 1998                  | Кубок світу                   | Йоганнесбург, Південна Африка | 1                     | 5000 м                | 16:24.52              |                       |
| 2000                  | Чемпіонат світу з кросу       | Віламора, Португалія          | 15                    | 4.18 км               | 13:23                 |                       |
| 2000                  | Чемпіонат світу з кросу       | Віламора, Португалія          | 7                     | 8.08 км               | 26:20                 |                       |
| 2000                  | Олімпійські ігри              | Сідней, Австралія             | 2                     | 5000 м                | 14:41.02              | NR                    |
| 2000                  | Олімпійські ігри              | Сідней, Австралія             | 6                     | 10,000 м              | 30:53.37              | NR                    |
| 2001                  | Чемпіонат світу в приміщенні  | Лісабон, Португалія           | 9                     | 1500 м                | 4:19.40               |                       |
| 2001                  | Чемпіонат світу в приміщенні  | Лісабон, Португалія           | 7                     | 3000 м                | 8:44.37               | NR                    |
| 2001                  | Чемпіонат світу з кросу       | Остенде, Бельгія              | —                     | 4.1 км                | DNF                   |                       |
| 2002                  | Чемпіонат світу з кросу       | Дублін, Ірландія              | 7                     | 4.208 км              | 13:55                 |                       |
| 2002                  | Чемпіонат світу з півмарафону | Брюссель, Бельгія             | 14                    | півмарафон            | 1:10:04               | PB                    |
| 2002                  | Чемпіонат Європи              | Мюнхен, Німеччина             | 2                     | 5000 м                | 15:14.85              | SB                    |
| 2002                  | Чемпіонат Європи              | Мюнхен, Німеччина             | 2                     | 10,000 м              | 30:47.59              | NR                    |
| 2003                  | Чемпіонат світу               | Париж, Франція                | 15                    | 5000 м                | 15:36.62              |                       |
| 2003                  | Чемпіонат Європи з кросу      | Единбург, Велика Британія     | 4                     | 6.595 км              | 22:36                 |                       |
| 2004                  | Олімпійські ігри              | Афіни, Греція                 | 14                    | 5000 м                | 16:20.90              |                       |
| 2004                  | Чемпіонат світу з півмарафону | Нью-Делі, Індія               | 4                     | півмарафон            | 1:10:33               |                       |